# Siobhán Vernon
Siobhán O’Shea Vernon [ʃəˈvɑːn̪ oʊˈʃeɪ ˈvɜːɹnən] (geboren als Siobhán O’Shea; * 22. Februar 1932 in Macroom, Irland; † 18. September 2002 in Cork, Irland) war eine irische Mathematikerin und Hochschullehrerin. Sie war die erste in Irland geborene Frau, die 1964 in Irland in reiner Mathematik promovierte.

## Leben und Werk
Vernon war die Tochter von Joseph J. O’Shea und seiner Frau M. O’Shea. Sie besuchte das Convent of Mercy in Macroom und in einer weiterführenden Schule für Jungen Mathematikklassen, die für die Prüfung zum Irish Leaving Certificate erforderlich waren. 1949 begann sie das Studium am University College Cork und erhielt 1950 aufgrund ihrer Prüfungsergebnisse im ersten Jahr ein College-Stipendium. 1952 erhielt sie einen Bachelor of Science in Mathematik und Mathematischer Physik mit Auszeichnung. 1954 erwarb sie ihren Master of Science in Mathematik und Statistik.
Seit 1952 unterrichtete sie als Demonstrator am Institut für Mathematik des University College Cork und wurde nach ihrem Master-Abschluss zur Senior-Demonstratorin ernannt. 1956 begann sie mit der Veröffentlichung von Forschungsergebnissen und wurde 1957 zur hauptberuflichen Assistentin ernannt. Sie verbrachte von 1962 bis 1963 ein Jahr als Gastdozentin am Royal Holloway College der Universität von London. Als sie an das University College Cork zurückkehrte, reichte sie ihre veröffentlichten Arbeiten für die Verleihung der Promotion ein. Sie promovierte 1964 bei Patrick Brendan Kennedy mit der Dissertation Some results in classical analysis. 1965 wurde sie zur Dozentin ernannt.
Sie heiratete den Geologen Peter Vernon und reduzierte später ihre College-Position für 10 Jahre auf Halbzeit, während sie ihre vier Kinder erzog. Anschließend nahm sie die Vollzeitbeschäftigung bis zu ihrer Pensionierung 1988 wieder auf. In dem Buch Creators of Mathematics: The Irish Connection verfasste sie ein Kapitel über ihren Promotionsbetreuer Kennedy.
1995 wurde sie vom Convent of Mercy in Macroom mit dem Catherine-McAuley-Preis als angesehene ehemalige Schülerin ausgezeichnet.

## Veröffentlichungen
- 1957: Note on an integrability theorem for sine series. Quarterly Journal of Mathematics, Oxford.
- 1958: On a divergent trigonometrical series. Proceedings of the American Mathematical Society.
- 1960: The absolute convergence of certain lacunary Fourier series. Proceedings of the Royal Irish Academy.
- 1966: On power series with non-negative coefficients. Journal of the London Mathematical Society, Volume s1-41, Issue 1, S. 457–465.
- 1968: Note on power series of a certain type. Journal of the London Mathematical Society, Volume s1-43, Issue 1, S. 261–262.
- 1971: A class of power series with no real zeros. The Quarterly Journal of Mathematics, Volume 22, Issue 1, S. 143–146.
- 1975: On power series with non-negative coefficients. II. J. Lond. Math. Soc., II. Ser. 10, S. 466–470.
- 1978: On the critical points of polynomials. Proceedings of the Royal Irish Academy. Section A 78, S. 195–198.
- 1983: On commutativity in certain classes of rings. Proceedings of the Royal Irish Academy. Section A 83, S. 197–200.